# Liste du patrimoine immobilier classé d'Enghien
Cette page regroupe l'ensemble du patrimoine immobilier classé de la ville belge d'Enghien.
| Objet | Année de construction / Architecte | Adresse                  | Section communale | Coordonnées                      | Numéro d’inventaire | Illustration |
| --- | ---------------------------------- | ------------------------ | ----------------- | -------------------------------- | ------------------- | --- |
| L'église Saint Nicolas |                                    |                          |                   | 50° 41′ 35″ nord, 4° 02′ 21″ est | 55010-CLT-0002-01   | L'église Saint Nicolas |
| Maison Jonathas |                                    | Rue d'Hoves, n° 7        |                   | 50° 41′ 36″ nord, 4° 02′ 17″ est | 55010-CLT-0003-01   | Maison Jonathas |
| Maison Algoet ou du Renard (façade) |                                    | Rue de Bruxelles, n° 15  |                   | 50° 41′ 37″ nord, 4° 02′ 24″ est | 55010-CLT-0004-01   | Maison Algoet ou du Renard (façade) |
| Bâtiment Entrée du château (façade principale) |                                    | Rue du Château           |                   | 50° 41′ 31″ nord, 4° 02′ 22″ est | 55010-CLT-0005-01   | Bâtiment Entrée du château (façade principale) |
| Pont de la Dodane, et les terrains qui l'entourent |                                    | Rue d'Hoves              |                   | 50° 41′ 35″ nord, 4° 01′ 53″ est | 55010-CLT-0006-01   | Image manquanteTéléverser |
| Les bâtiments anciens situés à l'entrée de la propriété du château d'Enghien, notamment les anciennes écuries, le pavillon Edouard, la porte des esclaves, la chapelle et le pavillon dit Pavillon des Sept Etoiles (M) ainsi que l'ensemble formé par le château, ses dépendances et les terrains avoisinants (S) (+ SILLY/Hoves) |                                    |                          |                   | 50° 41′ 32″ nord, 4° 02′ 27″ est | 55010-CLT-0008-01   | château d'Enghien |
| Pavillons dits chinois sis dans le parc du château d'Arenberg : dans sa totalité en ce qui concerne le pavillon au décor chinois, les façades et toiture en ce qui concerne le pavillon sans décor chinois |                                    |                          |                   | 50° 41′ 24″ nord, 4° 02′ 27″ est | 55010-CLT-0009-01   | Image manquanteTéléverser |
| Dans le parc des Ducs d'Arenberg: |                                    |                          |                   | 50° 41′ 26″ nord, 4° 02′ 31″ est | 55010-CLT-0011-01   | Dans le parc des Ducs d'Arenberg: |
| Maison dite du Paradis (façade) |                                    | Rue du Château n° 25     |                   | 50° 41′ 30″ nord, 4° 02′ 21″ est | 55010-CLT-0013-01   | Maison dite du Paradis (façade) |
| Couvent des Augustins: chapelle (et son mobilier), cloître (rez-de-chaussée), aile formant le coin des rues des Augustins et de la fontaine (façades et toiture côté cour) ; façade à front de rue; façade à rue du bâtiment ancien                                                                                                |                                    | Rue des Augustins        |                   | 50° 41′ 32″ nord, 4° 02′ 15″ est | 55010-CLT-0014-01   | Couvent des Augustins: chapelle (et son mobilier), cloître (rez-de-chaussée), aile formant le coin des rues des Augustins et de la fontaine (façades et toiture côté cour) ; façade à front de rue; façade à rue du bâtiment ancien |
| Couvent des clarisses Colletines : chapelle (façade), portail, tour carrée et tourelle |                                    | Rue des Augustins n° 2   |                   | 50° 41′ 35″ nord, 4° 02′ 13″ est | 55010-CLT-0015-01   | Couvent des clarisses Colletines : chapelle (façade), portail, tour carrée et tourelle |
| Parc Communal comprenant la glacière et la motte de Brabant, entre les avenues Albert Ier et Elisabeth |                                    |                          |                   | 50° 41′ 35″ nord, 4° 02′ 27″ est | 55010-CLT-0016-01   | Image manquanteTéléverser |
| Maison de l'ancien Béguinage (façades et toitures) |                                    | Rue du Béguinage n°10    |                   | 50° 41′ 29″ nord, 4° 02′ 09″ est | 55010-CLT-0017-01   | Image manquanteTéléverser |
| L'église Saint-Martin de Marcq |                                    |                          | Marcq             | 50° 41′ 32″ nord, 4° 01′ 04″ est | 55010-CLT-0018-01   | L'église Saint-Martin de Marcq |
| Moulin à vent en bois dénommé Moulin de Coqjan |                                    |                          |                   | 50° 41′ 52″ nord, 4° 04′ 48″ est | 55010-CLT-0019-01   | Image manquanteTéléverser |
| Anciennes fortifications de la ville, entre l'avenue albert Ier et la rue de bruxelles |                                    |                          |                   | 50° 41′ 39″ nord, 4° 02′ 29″ est | 55010-CLT-0020-01   | Image manquanteTéléverser |
| Maison (façades et toitures) |                                    | Rue d'Hérinnes n° 12     |                   | 50° 41′ 38″ nord, 4° 02′ 21″ est | 55010-CLT-0021-01   | Maison (façades et toitures) |
| Maison (façades et toitures) |                                    | Rue de la Fontaine n° 22 |                   | 50° 41′ 31″ nord, 4° 02′ 17″ est | 55010-CLT-0022-01   | Maison (façades et toitures) |
| Moulin à eau et alentours, chaussée d'Ath |                                    | Chaussée d'Ath           |                   | 50° 41′ 11″ nord, 4° 00′ 42″ est | 55010-CLT-0023-01   | Image manquanteTéléverser |
| Maison dite Le Gouvernement, rue du Château, n° 6: corps principal (façades, toiture, charpente et escalier), deux premières annexes (façades et toiture, plafond baroque de la première annexe) |                                    | Rue du Château n° 6      |                   | 50° 41′ 33″ nord, 4° 02′ 24″ est | 55010-CLT-0024-01   | Maison dite Le Gouvernement, rue du Château, n° 6: corps principal (façades, toiture, charpente et escalier), deux premières annexes (façades et toiture, plafond baroque de la première annexe)                                    |
| Maison de l'ancien Béguinage (façades et toitures) |                                    | Rue du Béguinage n°12    |                   | 50° 41′ 31″ nord, 4° 02′ 08″ est | 55010-CLT-0025-01   | Image manquanteTéléverser |
| Maison de l'ancien Béguinage (façades et toitures) |                                    | Rue du Béguinage n°14    |                   | 50° 41′ 31″ nord, 4° 02′ 08″ est | 55010-CLT-0026-01   | Image manquanteTéléverser |
| Maison de l'ancien Béguinage (façades et toitures) |                                    | Rue du Béguinage n°16    |                   | 50° 41′ 31″ nord, 4° 02′ 08″ est | 55010-CLT-0027-01   | Maison de l'ancien Béguinage (façades et toitures) |
| Maison de l'ancien Béguinage (façades et toitures) |                                    | Rue du Béguinage n°18    |                   | 50° 41′ 31″ nord, 4° 02′ 08″ est | 55010-CLT-0028-01   | Image manquanteTéléverser |
| Maison de l'ancien Béguinage (façades et toitures) |                                    | Rue du Béguinage n°26    |                   | 50° 41′ 29″ nord, 4° 02′ 09″ est | 55010-CLT-0029-01   | Maison de l'ancien Béguinage (façades et toitures) |
| Maison de l'ancien Béguinage (façades et toitures) |                                    | Rue du Béguinage n°28    |                   | 50° 41′ 28″ nord, 4° 02′ 09″ est | 55010-CLT-0030-01   | Maison de l'ancien Béguinage (façades et toitures) |
| Maison de l'ancien Béguinage (façades et toitures) |                                    | Rue du Béguinage n°30    |                   | 50° 41′ 28″ nord, 4° 02′ 09″ est | 55010-CLT-0031-01   | Maison de l'ancien Béguinage (façades et toitures) |
| Maison de l'ancien Béguinage (façades et toitures) |                                    | Rue du Béguinage n°32    |                   | 50° 41′ 28″ nord, 4° 02′ 09″ est | 55010-CLT-0032-01   | Maison de l'ancien Béguinage (façades et toitures) |
| Maison de l'ancien Béguinage (façades et toitures) |                                    | Rue du Béguinage n°34    |                   | 50° 41′ 28″ nord, 4° 02′ 09″ est | 55010-CLT-0033-01   | Maison de l'ancien Béguinage (façades et toitures) |
| Maison de l'ancien Béguinage (façades et toitures) |                                    | Rue du Béguinage n°36    |                   | 50° 41′ 28″ nord, 4° 02′ 10″ est | 55010-CLT-0034-01   | Maison de l'ancien Béguinage (façades et toitures) |
| Maison de l'ancien Béguinage (façades et toitures) |                                    | Rue du Béguinage n°38    |                   | 50° 41′ 28″ nord, 4° 02′ 10″ est | 55010-CLT-0035-01   | Maison de l'ancien Béguinage (façades et toitures) |
| Maison de l'ancien Béguinage (façades et toitures) |                                    | Rue du Béguinage n°40    |                   | 50° 41′ 28″ nord, 4° 02′ 10″ est | 55010-CLT-0036-01   | Maison de l'ancien Béguinage (façades et toitures) |
| Le pavillon des Sept Etoiles (M) et l'ensemble formé par le château, les dépendances et le parc du Château d'Arenberg, à l'exclusion du parcours de golf (S) (+ SILLY/Hoves) |                                    |                          |                   | 50° 41′ 16″ nord, 4° 02′ 50″ est | 55010-PEX-0001-04   | Le pavillon des Sept Etoiles (M) et l'ensemble formé par le château, les dépendances et le parc du Château d'Arenberg, à l'exclusion du parcours de golf (S) (+ SILLY/Hoves)                                                        |
| Le pavillon au décor chinois sis dans le parc du château d'Arenberg |                                    |                          |                   | 50° 41′ 24″ nord, 4° 02′ 27″ est | 55010-PEX-0002-04   | Image manquanteTéléverser |
| L'orgue, buffet et instrument de l'église Saint-Martin de Marcq |                                    |                          |                   | 50° 41′ 32″ nord, 4° 01′ 04″ est | 55010-PEX-0003-04   | Image manquanteTéléverser |